# Praça Constituição

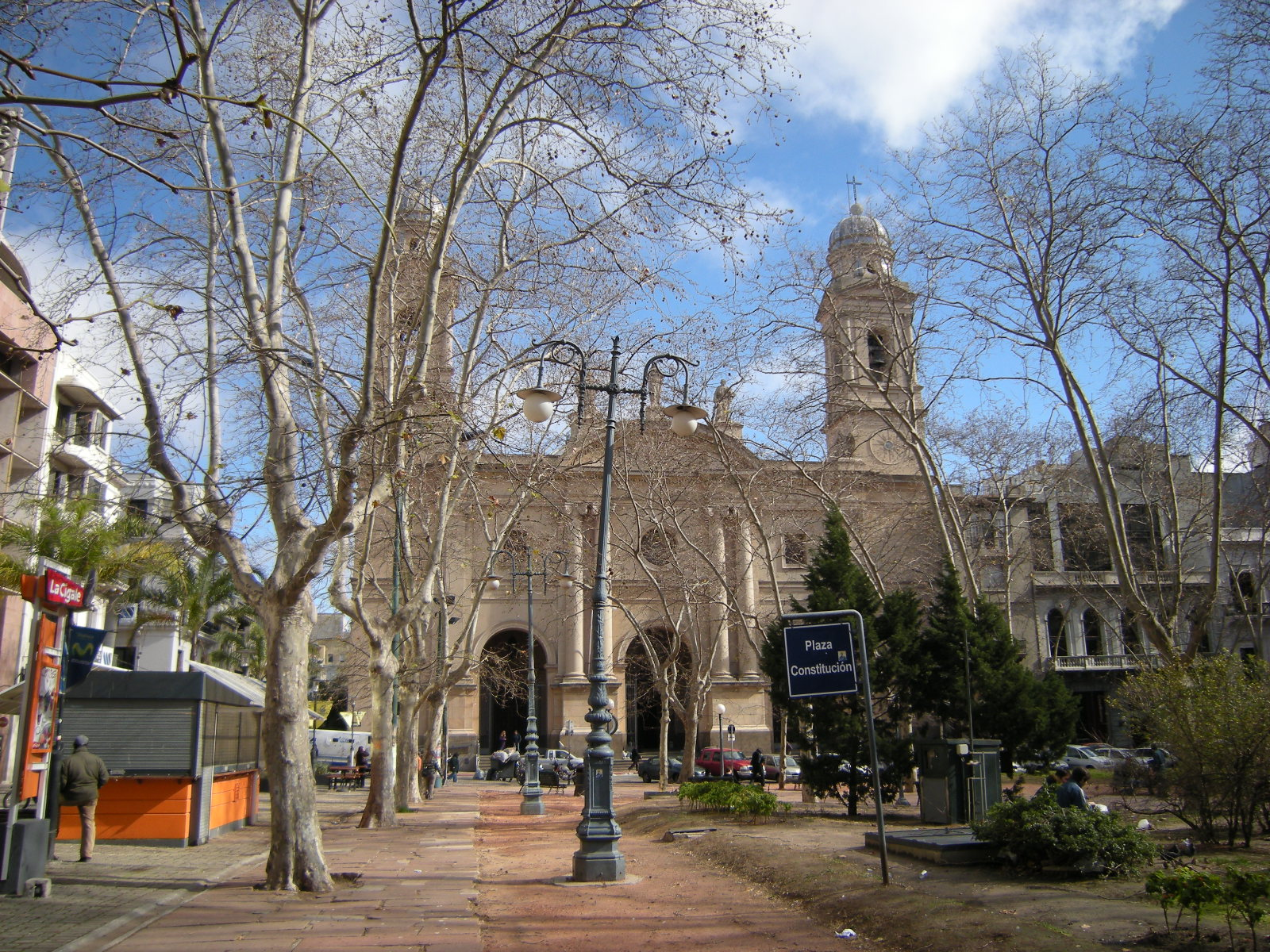
A Praça Constituição de Montevidéu.

A Praça Constituição (em espanhol: Plaza Constitución) é a praça mais antiga da capital uruguaia, Montevidéu, situada no centro do bairro histórico da Cidade Velha. É conhecida popularmente como Praça Matriz (Plaza Matriz) por localizar-se em frente à Catedral Metropolitana de Montevidéu.

## História
A praça recebe seu nome oficial por ter sido neste local que se jurou, em 18 de julho de 1830, a primeira constituição da recém nascida República Oriental do Uruguai. Na antiga cidade colonial e durante as primeiras décadas da independência do Uruguai, esta praça foi o centro da vida nacional, posicionada em frente ao Cabildo de Montevidéu, sede do governo colonial, obra de Tomás Toribio, e à igreja Matriz (atual Catedral Metropolitana de Montevidéu), esta última conservando os restos mortais de Fructuoso Rivera, Juan Antonio Lavalleja e Venancio Flores.
Atualmente ela é o centro comercial e turístico do bairro, juntamente com a via para pedestres Sarandí. Em suas imediações encontram-se escritórios de ministérios, bancos e instituições culturais, bem como uma variada oferta gastronômica.